# Оохенунпа
Оохенунпа е най-малобройното разделение на западните сиукси или тетон, лакота. За пръв път името им се появява през 1843 г. като се споменава, че населението им е около 800 души. През 1850 г. се отбелязва, че имат 60 типита и нямат подразделения. През 1856 г. генерал Уорън ги намира разпръснати сред другите подразделения на лакота и казва, че имат около 100 типита. През 1862 г. се съобщава, че скитат по река Шайен, от Чери Крийк на север до реките Моро и Гранд и не са смесени с други групи. През 1887 г. в резервата Шайен Ривър в Южна Дакота са преброени 642 души от племето. След това населението им не се посочва отделно.

## Име
Оохенунпа или оохенонпа на езика лакота означава „Кипящите два пъти“. Известни са повече на американците като Двата котела.

## Подразделения
Мъж на име Уанатан дава на Х. Суифт през 1884 г. следните две подразделения
- Оохенунпа – Кипящите два пъти или Двата котела
- Мауахота – Мажат кожата с белезникава пръст[2]